# Delgany
Delgany (en irlandés Deligne) es un pueblo situado en el condado de Wicklow, Irlanda. Es una pedanía de Greystones y por él pasa la carretera R762. Está a 26 km al sur de Dublín. Hay una iglesia y un colegio católico.

## Instalaciones
En Delgany has dos campos de golf, un pub llamado "The Horse and Hound", algunos supermercados o ultramarinos y un restaurante llamado "The Pigeon House". También dispone de una iglesia católica y un colegio católico. En lo monumental, tiene unas ruinas de una iglesia del siglo XIII, una alta cruz del siglo VI y unas tumbas que datan del siglo XVIII.

## Transporte

### Carretera
Delgany es atravesado por la carretera R762, que a su vez se una a la N11 y llega a Dublín.

### Autobús
La línea 184 pasa por Delgany. Horarios Archivado el 21 de septiembre de 2015 en Wayback Machine..

### Avión
El aeropuerto más cercano es el Aeropuerto de Dublín, a 30 km.

## Urbanizaciones
En Delgany hay varias urbanizaciones:
- Eden Gate
- Charlesland
- Kendalstown

- Datos: Q2113073
- Multimedia: Delgany / Q2113073